# 보이드 갱
《보이드 갱》(영어: Citizen Gangster)은 2011년 공개된 캐나다의 전기 범죄 드라마 영화이다. 에드윈 얼론조 보이드의 일생을 그린다.

## 출연진
- 스콧 스피드먼
- 켈리 라일리
- 케빈 듀랜드
- 조지프 크로스
- 브렌던 플레처
- 샬럿 설리번
- 멜러니 스크러패노
- 브라이언 콕스
- 윌리엄 메이포서
- 크리스천 마틴
- 스티븐 매카시
- 조리스 자스키

## 기타 제작진
- 공동 제작: 댄 베커먼
- 라인 제작: 댄 베커먼
- 배역: 리처드 힉스, 데이비드 루빈
- 미술: 에이든 러루
- 세트: 롭 헵번
- 시각 효과: 로버트 크라우더
- 조감독: 앤드루 셰이